# 毛利重能
毛利 重能（もうり しげよし、生没年不詳）は、江戸時代前期の和算家。現在知られている中では最も古い。通称は勘兵衛、官位は出羽守。

## 経歴
当初、豊臣秀吉に仕えて出羽守となり、明に留学して算術を学ぶ。大坂の陣では同姓の誼で毛利勝永の部隊にいたとある。著書『割算書』（通称 1622年。）は、『算用記』と共に江戸時代初期を代表する貴重な和算書である。『割算書』の奥付には、「摂津国武庫郡瓦林から京都へ移り住み、“割算の天下一”という名（割算天下一指南の看板）の下に塾を開いた」と書かれている。また、割算書には、割り算の起源として、寿天屋の辺連（ポルトガル語: Belém do Judaica またはアラビア語: Bayt-lahm al-Yahudia、ヤフディアのべイトラフム＝ユダヤのベツレヘム）に伝わるという知恵の樹の逸話を引用して紹介していることから、重能は日本古来から伝わる算道のみならず、明末に中国で行われたイスラーム式や西洋式の数学に関しても、ある程度の知識があったとされている。
後の代表的な和算家吉田光由や今村知商、あるいは関孝和の師匠でもあった高原吉種などの弟子達を育てたことでも有名である。門弟は数百人にも上ったとある。この吉田光由・今村知商・高原吉種は俗に「毛利の三子」と呼ばれた高弟である。熊野神社内に1972年（昭和47年）に「毛利重能顕彰碑」が建立され、その傍らに毛利重能を祀る1973年（昭和48年）建立の「算学神社」がある。

## 注記
1. ↑  「和算の事典」 p.414 （佐藤健一、朝倉書店 2009）
2. ↑  小説になる江戸時代の数学者 (PDF)